# Antje-Katrin Kühnemann

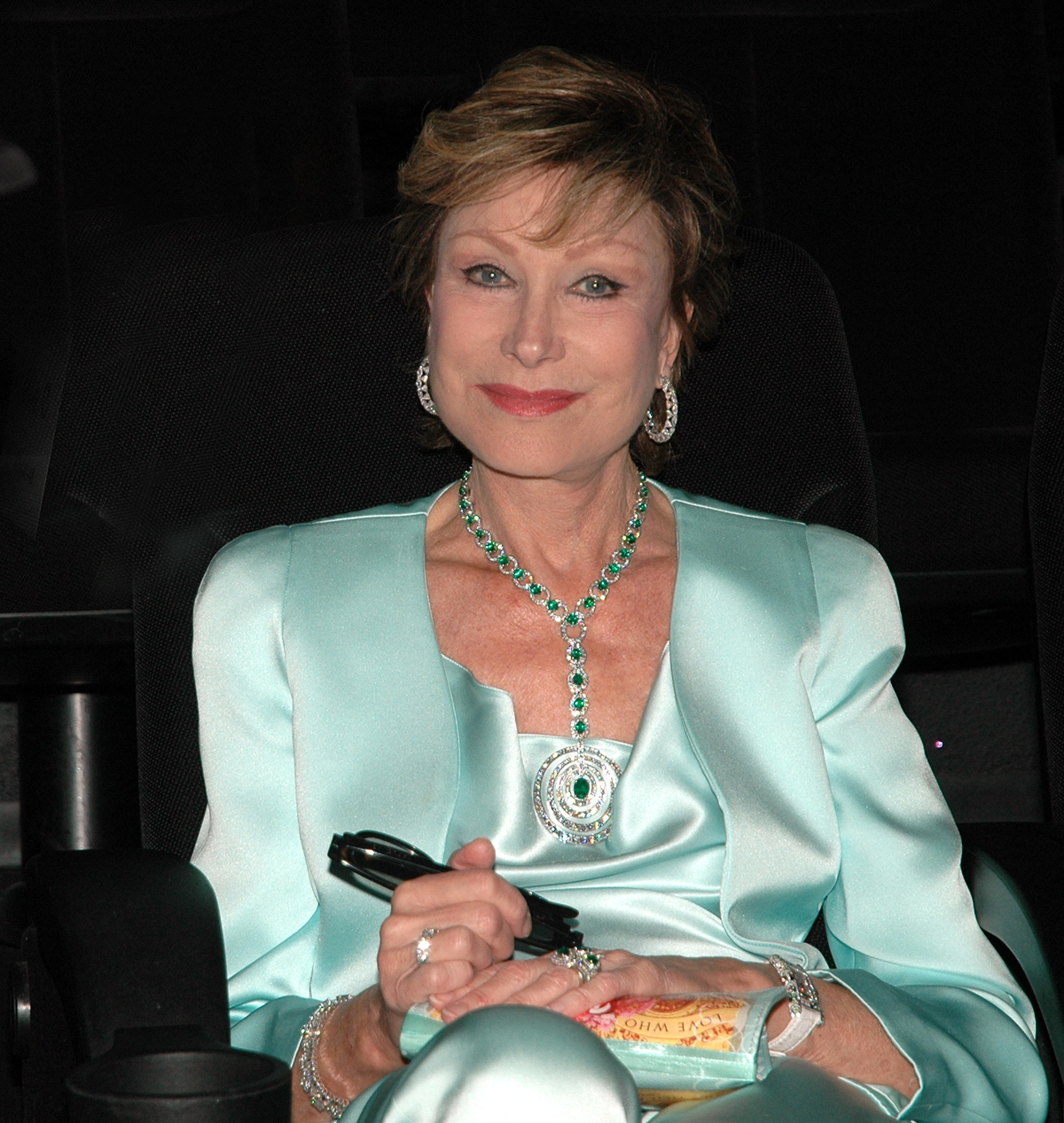
Antje-Katrin Kühnemann auf dem Filmfest München, 2014

Antje-Katrin Kühnemann (auch Antje Katrin Kühnemann und vor ihrer Scheidung Antje Schaeffer-Kühnemann) (* 22. Februar 1945 in Herzberg am Harz; † 3. März 2025 in Tegernsee) war eine deutsche Ärztin und Fernsehmoderatorin.

## Biografie
Die Tochter eines Offiziers lebte nach dem frühen Tod ihres Vaters mit ihrer Mutter und drei Geschwistern in München. Ihre Familie kam ursprünglich aus Norddeutschland. Nach ihrem Abitur 1965 an der St. Anna Mädchen-Oberrealschule (heute: Städtisches St. Anna-Gymnasium) wollte sie zunächst Kunsterziehung an der Akademie der Bildenden Künste München studieren, entschied sich dann aber für ein Medizinstudium an der Ludwig-Maximilians-Universität München. 1971 promovierte sie über Parotistumoren im Kindesalter. In ihrer Zeit als Assistenzärztin beschäftigte sie sich mit Diabetes mellitus im Krankenhaus München-Schwabing bei Hellmut Mehnert, mit Plastischer Chirurgie bei Ursula Schmidt-Tintemann im Klinikum rechts der Isar und mit Radiologie am Städtischen Klinikum Harlaching. Danach war sie im Krankenhaus Neuwittelsbach, einer Fachklinik für Innere Medizin, tätig. Von 1979 bis Ende 2018 war sie ärztliche Leiterin des Sanatoriums Vital-Zentrum GmbH in Rottach-Egern.
Im Juni 2010 gab Kühnemann bekannt, dass sie an Brustkrebs erkrankt sei. Nach einer Operation habe sie eine Chemotherapie begonnen. Dennoch entschied sie sich 2017 für eine Mastektomie. Wegen weiterer gesundheitlicher Probleme folgten über 40 Operationen. Am 3. März 2025 starb sie im Alter von 80 Jahren.

## Tätigkeit in den Medien

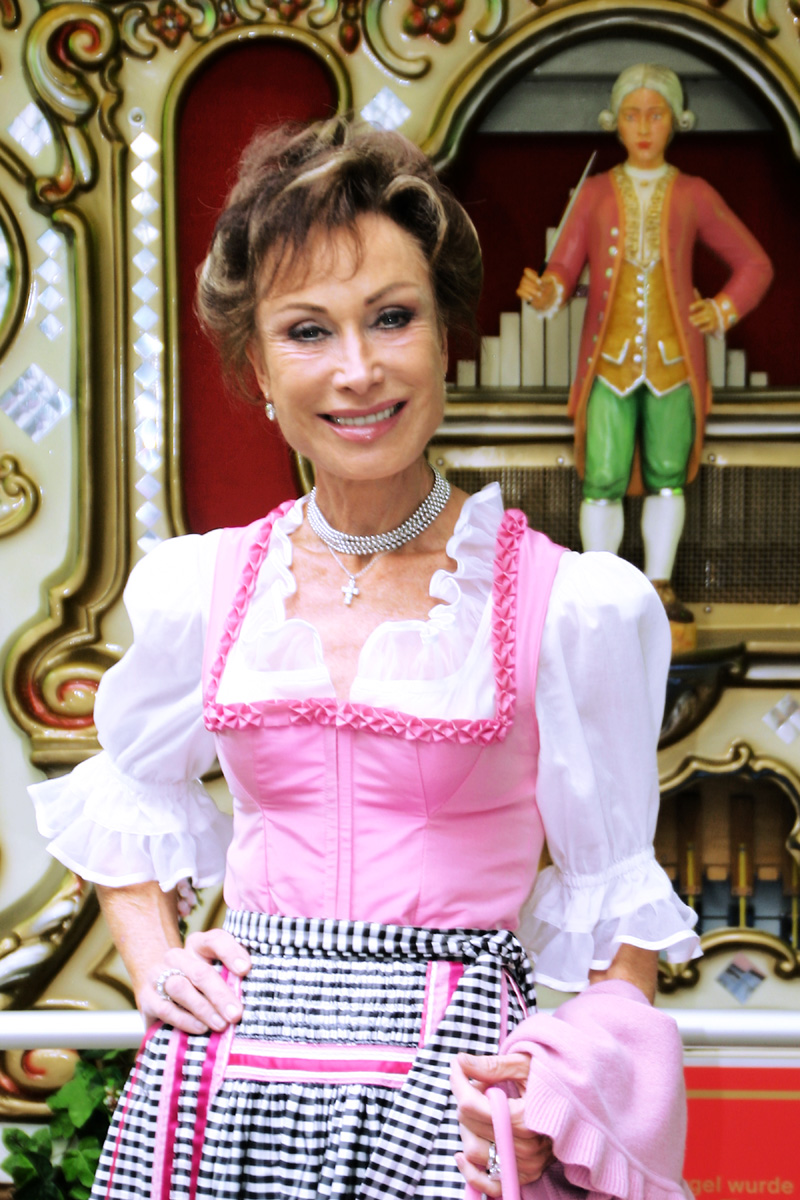
Antje-Katrin Kühnemann, 2009

1965 begann Antje-Katrin Kühnemann neben ihrem Studium als damals jüngste deutsche Fernsehansagerin beim Studienprogramm des Bayerischen Rundfunks und kurz darauf bei der ARD zu arbeiten. Diese erfolgreiche Tätigkeit übte sie bis 1979 aus. In den 1970er Jahren wurden ihr verschiedene Moderationen im Nachmittagsprogramm übertragen. Neben Kindersendungen betreute sie 1972 eine 13-teilige Gymnastik-Sendereihe im Bayerischen Fernsehen und 1973 die Telekolleg-Serie Biologie II des Südwestfunks. 1977 moderierte sie zusammen mit Hans-Joachim Kulenkampff die Quizsendung Wie hätten Sie’s denn gern, von 1978 bis 1988 die Wochenend-Live-Sendung Samstags-Club und ab 1989 Gesundheit! Medizin im Ersten, eine Koproduktion von Bayerischem Rundfunk und Sender Freies Berlin (später ARD-Ratgeber: Gesundheit von BR und rbb). Große Popularität erlangte die Ärztin mit dem vom Bayerischen Fernsehen produzierten Gesundheitsmagazin Die Sprechstunde. Ratschläge für die Gesundheit, das vom 25. September 1973 bis zum 1. Oktober 2007 ausgestrahlt wurde. Außerdem stellte sie medizinische Beiträge für den Hörfunk (Bayern 3 und Radio Luxemburg) zusammen.
Von 1971 bis 1979 veröffentlichte sie vierzehntäglich medizinische Ratschläge in der Fernsehwoche und später auch in der Münchner Abendzeitung. 1981 schrieb sie für die Programmzeitschrift Hörzu eine fünfteilige Medizinserie sowie von 1983 bis 1985 eine zweiwöchentliche Kolumne. Seit 1984 verfasste sie Beiträge für jede zweite Ausgabe der Zwei-Wochen-Zeitschrift Neue Apotheken Illustrierte. Antje-Katrin Kühnemann hielt Vorträge, moderierte Veranstaltungen zu medizinischen Themen und war häufig in Talkshows zu Gast.
Antje-Katrin Kühnemann war offiziell ernannte Botschafterin für die Deutsche José Carreras Leukämie-Stiftung. 1985 gründete sie zusammen mit Wolfgang Mühlbauer und Guido Graf Henckel von Donnersmarck den Verein zur Förderung der Behandlung Brandverletzter VFBB e. V., den sie als Schirmherrin tatkräftig unterstützte. Außerdem war sie ab April 2010 Botschafterin der Initiative Jetzt gerade! Auf den Wirbel kommt es an.
Am 24. September 2010 war Antje-Katrin Kühnemann, initiiert durch den Deutschen Kaffeeverband e. V., Schirmherrin des Tags des Kaffees.

## Familie
Antje-Katrin Kühnemann war von 1974 bis zur Scheidung 1985 mit dem Krimi-Schriftsteller und Drehbuchautor Max Pierre Schaeffer und in zweiter Ehe mit dem Unternehmer Jörg Gühring verheiratet. Sie hatte eine zweijährige Gesangsausbildung durchlaufen und gehörte zehn Jahre lang dem Münchener Vokalkreis an.
Antje-Katrin Kühnemann war eine enge Freundin von Leni Riefenstahl und hielt bei deren Beerdigung 2003 die Trauerrede.

## Mitgliedschaften
Sie war Beirätin im Münchner Kuratorium Frau und gesunde Lebensführung und Mitglied im Aufsichtsrat der Togal-Werk AG, München-Bogenhausen.

## Auszeichnungen
Am 22. Februar 1980 erhielt Antje-Katrin Kühnemann die Goldene Kamera 1979 und 1982 den Bambi. 1986 wurde sie mit dem Bundesverdienstkreuz am Bande geehrt und 1988 mit der Hartmann-Thieding-Medaille des Hartmannbundes. Ebenfalls 1988 wählten sie die deutschen Floristen zur Fleurop-Lady. 1995 überreichte ihr die Nichtraucher-Initiative Deutschland e. V. den Medienpreis für eine rauchfreie Gesellschaft 1995. Außerdem wurde ihr 1997 der Bayerische Fernsehpreis verliehen sowie am 7. Juli 1999 der Bayerische Verdienstorden von Ministerpräsident Edmund Stoiber im Kaisersaal der Münchner Residenz.

## Publikationen
- Parotistumoren im Kindesalter. Dissertation, München 1971, DNB 570509009
- Geheimnisse der Klostermedizin: Kräuter, Säfte, Tees, Rezepte u. Ratschläge. Weltbild, Augsburg 1989, ISBN 3-926187-25-5.
- Die Kühnemann-Diät: Gesund abnehmen und erfolgreich schlank bleiben. 6. Aufl. Heyne, München 1992 (Heyne-Koch- und Getränkebücher; 4647), ISBN 3-453-06074-1.
- Dr.-Kühnemann-Trenn-Kost. Ein Rezeptbuch für Schlankheit und Gesundheit. Mosaik-Verlag, München 1981; 16. Auflg. Heyne, München 1994. (Heyne-Koch- und Getränkebücher; 4435), ISBN 3-453-40419-X.
- Interessiert bleiben und sich mitteilen. (Paderborner Schriftenreihe; 168). Blindenschrift-Verlag „Pauline von Mallinckrodt“, Paderborn 2000.
- Bleiben Sie gesund mit mir!: Was Sie am meisten interessiert – hier meine Antworten. Goldmann, München 2003, ISBN 3-442-16574-1.